# Yves Huts
Yves Huts est un musicien belge né le 21 mai 1979. Il était bassiste au sein du groupe de metal symphonique Epica jusqu'en mars 2012.

## Biographie
Yves Huts a débuté la musique au piano alors qu'il avait 10 ans. En 1995 il commence à jouer de la guitare et en 1996 de la basse. Il intègre ensuite un groupe belge nommé Axamenta en 1997, dans lequel il jouait du clavier en plus de la guitare. Il rejoint Epica en mai 2002 après auditions et son poste fixe au sein du groupe hollandais le pousse à quitter son premier groupe Axamenta. Yves a également composé une œuvre au clavier.
Il quitte Epica en mars 2012.